# 白带三角口螺
白带三角口螺（学名：Trigonaphera bocageana）是新腹足目核螺科三角口螺屬的一种。主要分布于中国大陆，常栖息在潮下带。